# James Bond 007: Everything or Nothing
James Bond 007: Everything or Nothing é um jogo de Ação para Game Cube, Playstation 2, Xbox e Game Boy Advance, no qual o jogador controla o famoso espião britânico fictício criado por Ian Fleming James Bond, que neste jogo é modelado como e dublado por Pierce Brosnan. EA Redwood Shores e EA Canada (responsáveis pelas fases de tiro em terceira pessoa e fases de veículos, respectivamente) desenvolveram e publicaram o jogo para PS2, GC e Xbox. A versão para GBA ficou por conta da Griptonite Games. O jogo marca a última aparição de Brosnan como Bond.

## Jogabilidade
No jogo, que é em terceira pessoa, Bond pode se esconder atrás de paredes, caixas,mesas entre outros para ter cobertura nos momentos de tiroteios. Não existe mais mira livre, ou seja, o jogador só pode atirar naquilo que a mira automática o permite. Mas a mira automática ainda permite escolher qual área do corpo o tiro deve atingir. O jogador ainda pode entrar no modo Bond Sense ("Sentido Bond"), que reduz drasticamente a velocidade do ambiente e muda a cor da tela para um azul e permite que o jogador identifique alvos não-humanos,localizar os bandidos e ver as armas que eles estão carregando,mostrar objetos espalhados nas fases e passagens secretas e também mostra os pontos para melhor utilizar o seu rapel apenas dê um zoom nos pontos vermelhos e te possibilita acessar o seu inventário de armas e bugigangas, que incluem granadas em forma de moedas, uma aranha-robô controlada por controle remoto, visão termográfica e uma roupa invisível. Todos esses objetos vão sendo adquiridos conforme o jogador avança pelas fases. A bugiganga mais utilizada é o rapel, que James usa para escalar,subir ou descer de paredes chegando a lugares altos e impossíveis de se alcançar.
O combate desarmado também foi aprimorado em relação aos jogos anteriores. Bond agora pode lutar com diversos golpes diferentes e pode se aproximar lentamente pelas costas dos bandidos matando os quebrando os seus pescoços,sufocando-os,entre outros jeitos,para momentos Stealths além de bond também poder tirar proveito de objetos que estejam ao seu redor espalhados pelos cenários, como garrafas, barras de ferro, etc.
Quando o jogador atinge certos objetivos não-obrigatórios, tais como atalhos, métodos alternativos de matar inimigos, passar despercebido por lugares e etc, ele ganha um Bond Moment ("Momento Bond"). Outros objetivos especiais a se atingir são os Platinum Medals ("Medalhas de Platina"), que devem ser atingidos no nível 00 Agent. Para liberar a possibilidade de tentar completá-los, o jogador deve terminar cada fase com um número mínimo de pontos, que são obtidos em função de vários aspectos como mira, número de tiros, utilização de combate desarmado, etc. Tendo obtido os pontos, o jogador pode tentar cumprir os objetivos que o renderão a medalha de platina, que incluem terminar a missão em um determinado tempo, levar uma quantidade máxima de tiros, etc.
Além das missões convencionais, o jogador também enfrenta missões de veículos. Nessas missões, Bond controla desde motos até tanques, passando por carros, um caminhão e um helicóptero. A maioria dos veículos conta com várias armas como metralhadoras e mísseis e bugigangas também.

## História
A cada grupo de fases, existem fases chamadas MI-6 Interludes, nas quais Bond recebe o panorama geral da missão que deve realizar no seu próximo destino, e recebe bugigangas de Q (John Cleese) e sua nova assistente, Srta. Nagai (Misaki Ito).
O jogo começa com Bond frustrando uma negociação nas Montanhas Pamir no Tadjiquistão, evitando que um artefato nuclear roubado do arsenal soviético fosse vendido por US$ 100 milhões ao provocar uma batalha entre as duas partes. Esta missão e a próxima, que se passa em uma realidade virtual do MI-6, não têm relação alguma com o enredo do jogo, servindo apenas de tutoriais para o jogador.
A história começa quando Bond é enviado ao Egito para resgatar a Doutora Katya Nadanova (Heidi Klum), uma cientista da Universidade de Oxford que trabalhava em um projeto de nanorrobôs. Ela é levada para um trem, que Bond persegue e invade. Após enfrentar seu velho inimigo Jaws (Richard Kiel), o agente resgata Nadanova e caça o general que roubou os nanorrobôs de helicóptero. Após uma perseguição no Vale dos Reis, Bond derruba o general e deixa Nadanova em um apartamento. Lá dentro, descobre-se que Nadanova escondeu um nanorrobô consigo e é na verdade amante de Nikolai Diavolo (Willem Dafoe), um ex-aluno de Max Zorin (vilão que Bond havia derrotado no filme A View to a Kill) que quer usar os nanorobôs para algum mal.
De volta ao quartel-general do MI-6 na Escócia, M (Judi Dench) informa a Bond que seu colega 003 (Jack) desapareceu no Peru enquanto investigava Diavolo. Uma vez em Puerto Viejo, cidade costeira do país sul-americano, Bond deve procurar por Serena St. Germaine (Shannon Elizabeth) que acompanhava 003. Bond explora a vila e localiza Serena, que o leva a uma base no sopé de uma falésia, o último paradeiro conhecido de 003. Bond sobe por uma série de elevadores, elimina inimigos em uma ruína Inca e entra em uma base dentro delas. Lá dentro, Diavolo fere fatalmente 003 com um tiro e o agente morre logo após dizer que Bond deve ir a Nova Orleans, nos Estados Unidos. Ao sair da base, James vê que Serena foi sequestrada por Katya, que a joga penhasco abaixo. James pula, salva-a e rouba um tanque para levar Serena de volta à sua cabana antes de deixar o local num avião do MI-6.
Em Nova Orleans, Bond procura por Mya Starling (Mýa), uma agente da NSA que trabalha disfarçada de cantora no Kiss Kiss Club, uma casa noturna gerenciada por Arkady Yayakov, um aliado de Diavolo. Assim que chega ao clube, Bond testemunha o rapto de Mya por Yayakov. Bond sai atrás dela, eliminando inimigos através do clube, de uma galeria subterrânea (fase Underworld que é liberada posteriormente e não é obrigatória para a conclusão do enredo) e de um cemitério. No crematório, Bond enfrenta o capanga Jean Le Rouge enquanto Mya fica pendurada num gancho que se move em direção às chamas. Após matar o criminoso, Bond resgata Mya e a leva de volta ao seu apartamento.
Bond invade a mansão de Yayakov em Louisiana e enfrenta vários inimigos até chegar a uma base dentro da qual descobre que Diavolo planeja utilizar os nanorrobôs para destruir os diques de Nova Orleans e inundar a cidade. Antes de sair, ele enfrenta Yayakov e seus capangas e os derrota. Fora da mansão, Bond é surpreendido por Jaws, que dirige um caminhão tanque. O agente sobe em uma motocicleta e persegue o bandido pela Ponte Pontchartrain, até conseguir estourar os pneus do caminhão fazendo com que Jaws caia no Lago Pontchartrain, impedindo uma tragédia na cidade.
De volta a Puerto Viejo, Bond deve invadir a mina de platina que Diavolo mantém nas imediações da vila. Para chegar nela, ele deve vencer uma corrida cujo vencedor ganha um jantar com Diavolo. Bond sorrateiramente invade um hotel e troca de lugar com um dos pilotos, vencendo o circuito posteriormente. Novamente no hotel de Diavolo, Bond enfrenta seus capangas sabendo que Serena foi sequestrada por outros homens de Diavolo. Os dois saem do hotel, e 007 parte para a mina de Diavolo após deixar Serena no Hotel Americano, onde ela estava hospedada. Dentro da mina, Bond é surpreendido e capturado por Katya e seus homens e Diavolo o revela que Moscou é seu próximo alvo. O agente consegue escapar, elimina os guardas, destrói a mina e escapa com Serena para Moscou.
Na capital Russa, Diavolo e seu exército de platina já derrotaram a maior parte do Exército da Rússia e agora avançam em direção à Praça Vermelha. 007 rouba um dos tanques de Diavolo e impede que o exército inimigo destrua o Kremlin e libere gás tóxico no edifício. M informa seu agente que Diavolo se numa base secreta sob o Kremlin criada nos tempos da Guerra Fria. Lá dentro, Bond enfrenta Jaws pela última vez, fazendo com que um elevador de cargas despenque com o dentes-de-aço.
Enquanto isso, Diavolo se prepara para lançar nas principais cidades do mundo mísseis nucleares do arsenal soviético cujas ogivas foram substituídas por bombas de nanorrobôs. Contudo, 007 desativa todos e elimina os guardas do vilão. Quando tenta escapar da base, Bond é surpreendido por Diavolo e Katya em um caça. O caça é derrubado e Katya morre, mas Diavolo consegue ejetar a tempo. Ele reativa um dos mísseis e o direciona para Londres. Após percorrer a base e eliminar vários inimigos, Bond encontra Diavolo numa torre de lançamento e a destrói, lançando Diavolo para sua morte, mas ele consegue ativar o lançamento antes de cair. Com um lança-foguetes, Bond destrói o míssil antes que ele parta para seu destino. Fora da base, ele é recebido e beijado por Selena.

## Personagens
- Pierce Brosnan como James Bond
- Willem Dafoe como Nikolai Diavolo – um ex-agente da KGB desligado por ser cruel demais. Também foi ex-aluno de Max Zorin, que foi morto por James em Londres. Ele planeja dominar o mundo com seu exército de nanorrobôs comedores de metal.
- Shannon Elizabeth como Serena St. Germaine – uma geóloga americana que acompanhava Jack (003) no Peru e que ajuda Bond na sua caça pela mina de platina. É a principal Bond girl do jogo.
- Heidi Klum como Dra. Katya Nadanova - uma cientista de Oxford que desenvolveu nanorrobôs capazes de consertar reatores nucleares e que foram mais tarde cedidos à Diavolo, do qual é cúmplice, para que fossem transformados em máquinas de comer metal.
- Mýa como Mya Starling – uma agente da NSA disfarçada de cantora em uma casa noturna de Nova Orleans que ajuda Bond a investigar as atividades de Diavolo nos Estados Unidos.
- Richard Kiel como Jaws (Dentes de Aço) – um clássico vilão de 007 que já apareceu em The Spy Who Loved Me, Moonraker e no jogo GoldenEye 007. No jogo, ele é um aliado de Diavolo e enfrenta Bond três vezes.
- John Cleese como Q – o principal cientista do MI-6, é ele quem ajuda 007 com seus inventos, equipamentos e veículos, além de dar dicas durante o jogo.
- Judi Dench com M – a chefe do MI-6 é quem instrui James durante suas missões e dá a seu agente 007 úteis informações.
- Misaki Ito como Srta. Nagai – a nova assistente de Q, possui conhecimentos em tecnologia que serão de grande ajuda para Bond durante o jogo.

### Não-interpretados por atores
- A. Yayakov - Criminoso de guerra russo que é procurado pela Interpol e é aliado de Diavolo, liderando suas operações em Nova Orleans. É também gerente da boate Kiss-Kiss Club, onde Mya trabalha.
- Jack 003 - Agente do MI-6 aliado a Bond capturado por Diavolo quando o investigava no Peru.
- Jean Le Rouge - capanga de Yayakov que atua como coveiro do cemitério vizinho ao Kiss-Kiss Club.
- General dos exércitos do Vale dos Reis - um general que rapta Katya Nadanova para roubar seus nanorrobôs
- Suggs - Um dos estagiários do MI-6, negro e forte. Juntamente com seus colegas, é mandado para a Tunísia a fim de investigar as ações de Diavolo por lá. Sabe bem manejar metraladoras e snipers. Ele e os demais estagiários são selecionáveis no modo multiplayer do jogo, que apresenta missões diferentes das missões do modo história principal.
- Feng - De ascendência chinesa, é mais um dos estagiários do MI-6. Feng não é tão forte quanto Suggs, mas é rápido e sabe bem manejar escopetas e rifles.
- Lotus - Estagiária juntamente a Suggs e Feng, sendo exímia em códigos e abrir portões. Possui uma queda por Suggs e costuma ser sempre sua maior parceira em missão.
- Regina Germaine - Outra estagiária e irmã mais nova de Serena, é perita em geografia e exímia em localizar os tesouros perdidos na Tunísia, através disso, descobrindo as intenções de Diavolo pela fortaleza africana. Possui uma queda por Feng.

## Desenvolvimento
Pela primeira vez em um jogo de James Bond, vários atores foram chamados para servirem de modelos para os personagens, que foram dublados por eles mesmos. O jogo também é o segundo a ter uma música de abertura original, mas o primeiro a ter a abertura cantada por um artista famoso: Mýa, cantora de R&B, que também faz o papel de uma Bond girl no filme. A trilha sonora foi composta por Sean Callery. O jogo foi escrito por Bruce Feirstein, que também escreveu o filme Tomorrow Never Dies e co-escreveu GoldenEye e The World Is Not Enough.

## Recepção e crítica
Em geral o jogo foi muito bem recebido pela crítica (um dos poucos jogos de 007 a conseguir isto) . O site GameSpot disse que o jogo é "muito bom, talvez o melhor jogo de James Bond já feito." IGN disse que a "EA abalou e nos deu uma nova e fresca perspectiva de como Bond pode ser bom."  uma Review do Site GameStart disse que  Everything or Nothing é um grande jogo, talvez o melhor jogo da série 007 já lançado"

## Versão de Game Boy Advance
A versão do jogo para GBA recebeu em geral críticas negativas, principalmente pelo fato da qualidade do jogo ser fraca se comparada à versão para consoles. Game Informer criticou os controles do game e a câmera isométrica, alegando que é difícil planejar as ações se só se enxerga o que está poucos metros diante do jogador, e por isso é mais fácil sair atirando pelos níveis afora.
Outras publicações foram mais favoráveis. A resenha do GameSpot considerou o jogo um rápido mas satisfatório jogo de ação que captura o visual e a sensação de um típico filme de James Bond.